# Хадзиконстандис, Михаил
Михаи́л Хадзиконстанди́с (греч. Μιχαήλ Χατζηκωνσταντής; 26 ноября 1906, Пирей — 29 декабря 1940, Адриатическое море) — офицер военно-морских сил Греции, участник Второй мировой войны.
Погиб 29 декабря 1940 года вместе с экипажем подводной лодки «Протей» при выполнении боевого задания. Это была первая потеря подводного флота Греции во Второй мировой войне.
Его именем назван корабль ВМФ Греции.

## Биография
Михаил Хадзиконстандис родился в 1906 году в Пирее, в семье Антония Хадзиконстандиса и Ирини Калокерину.
Приходился племянником адмиралу Александру Хадзикирьякосу.
Его брат Христос Хадзиконстандис, впоследствии стал адмиралом.
В силу семейной традиции, Михаил поступил в 1921 году на флот, закончил военно-морское училище и 16 января 1926 года дал присягу офицера.
В училище его сокурсником был Милтиадис Йатридис, прославившийся впоследствии как командир подводной лодки «Папаниколис».
В 1928 году он получил звание лейтенанта и в 1929 поступил в школу подводников.
В 1934 году был повышен в звание второго флотского офицера, а в 1938 году получил звание коммандера.
Служил на подводных лодках «Кацонис», «Нерей», «Главкос», «Тритон» и «Протей».
После 10 лет службы на подлодках, он написал «Руководство для подводников», вобравшее весь его десятилетний опыт.
Командиром «Протея», подводной лодки постройки 1929 года, его застала 28 октября 1940 года греко-итальянская война.

### Гибель «Протея»
С началом войны ВМФ Греции располагал 6 французскими подлодками, приобретёнными в период 1920—1930.
Первыми на патрулирование в Ионическом море, в ожидании итальянской высадки, были отправлены подлодки «Папаниколис» и «Нерей».
В силу технических проблем с "Нереем", эта подлодка срочно была заменена «Протеем».
Но деятельность итальянского флота в Ионическом море была ограниченной, а конвои из Италии шли, в основном, на албанский порт Дуррес.
Первым, 20 декабря, в Адриатическое море перебрался «Папаниколис», сумевший 22 декабря потопить итальянский транспорт, а затем, 24 декабря, атаковать сопровождаемый эсминцами конвой и уйти. Столь же успешной была деятельность подлодки «Кацонис».
«Протей» вышел в свой четвёртый и последний поход 26 декабря 1940 года.
29 декабря греческий пароход «Иония» уловил сигнал SOS, а затем сразу SSS (указывающий на атаку подлодкой) с итальянского парохода SS «SARDEGNA», у входа в бухту албанского порта Авлона. Это была зона деятельности «Протея» и на других подлодках радовались успеху Хадзиконстандиса. Однако после этого «Протей» замолчал.
10 января 1941 года итальянское радио объявило, что эсминец «ANTARES», сопровождавший конвой, потопил вражескую подводную лодку, экипаж которой погиб.
После войны стало известно, что «Протевс» атаковал конвой шедший в Авлону. Его торпеды поразили и потопили грузовой пароход SS «SARDEGNA» водоизмещением 11.452 т. Однако отсутствие торпедо-заместительных цистерн выдало подлодку.
«Антарес» последовал по следам торпед и успел увидеть нос подлодки в 3-х милях. «Антарес» был готов сбросить 4 глубинные бомбы, но «Протей» неожиданно всплыл перед ним и таранил его, прежде чем вновь погрузиться. Эсминец получил повреждения.
Были сброшены 4 бомбы. Вскоре подлодка на миг всплыла, имея большой крен. Были сброшены ещё 7 бомб. На поверхности появились масло и обломки.
Была спущена шлюпка подобрать выживших, но таковых не оказалось. Все члены экипажа «Протея» были посмертно повышены в званиях на одну ступень. «Протей» стал первой греческой подводной лодкой погибшей в годы Второй мировой войны.

## Память
В 1947 году военно-морской флот Греции дал имя погибшего капитана канонерской лодке «Хадзиконстандис».

## Чайка командира
В начале 1940 года Михаил Хадзиконстандис подобрал на базе флота на острове Саламина чайку с обломанным крылом. Михаил подлечил чайку, после чего она привязалась к нему.
Когда его подлодка уходила, чайка провожала его с причала, когда подлодка возвращалась, чайка радостно кружила над башней подлодки.
После гибели «Протея» и его командира, персонал базы заметил что чайка «впала в меланхолию», не ела и вскоре умерла.